# Étagnac
Étagnac é uma comuna francesa na região administrativa da Nova Aquitânia, no departamento de Charente. Estende-se por uma área de 29,23 km². Em 2010 a comuna tinha 1 000 habitantes (densidade: 34,2 hab./km²).